# Vermiosa
Vermiosa é uma povoação portuguesa sede da Freguesia de Vermiosa do Município de Figueira de Castelo Rodrigo, freguesia com 40,06 km² de área e 360 habitantes (censo de 2021), tendo, por isso, uma densidade populacional de 9 hab./km².

## Demografia
A população registada nos censos foi:
| Distribuição da População por Grupos Etários | Distribuição da População por Grupos Etários | Distribuição da População por Grupos Etários | Distribuição da População por Grupos Etários | Distribuição da População por Grupos Etários |
| -------------------------------------------- | -------------------------------------------- | -------------------------------------------- | -------------------------------------------- | -------------------------------------------- |
| Ano                                          | 0-14 Anos                                    | 15-24 Anos                                   | 25-64 Anos                                   | > 65 Anos                                    |
| 2001                                         | 71                                           | 60                                           | 183                                          | 124                                          |
| 2011                                         | 60                                           | 37                                           | 163                                          | 134                                          |
| 2021                                         | 59                                           | 37                                           | 142                                          | 122                                          |